# Gordon Jackson (Politiker)

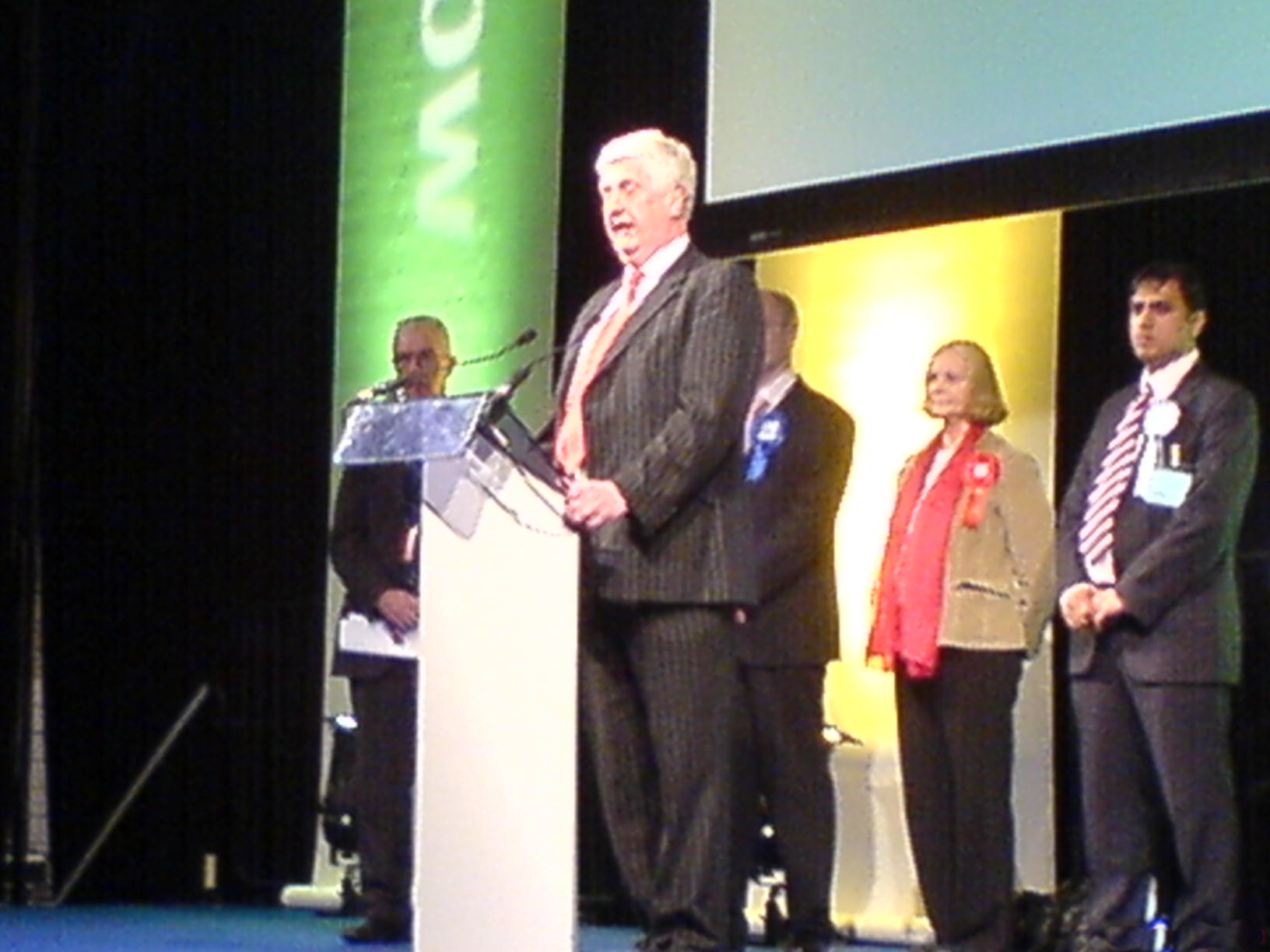
Gordon Jackson am Rednerpult

Gordon Jackson, QC (* 5. August 1946 in Saltcoats) ist ein schottischer Politiker und Mitglied der Labour Party. Jackson besuchte die Ardrossan Academy und studierte Jura an der Universität St Andrews. Er war zunächst einige Jahre als Solicitor tätig und wurde dann zum vollwertigen Anwalt ernannt. 1990 wurde er Kronanwalt und gilt als einer der bestbezahlten Juristen Schottlands.

## Schottisches Parlament
Bei den Schottischen Parlamentswahlen 1999 kandidierte Jackson für den Wahlkreis Glasgow Govan und errang das Mandat gegen Nicola Sturgeon von der SNP. In der Folge zog er in das neugeschaffene Schottische Parlament ein. Bei den Parlamentswahlen 2003 verteidigte Jackson sein Mandat. Schließlich konnte Sturgeon bei den Parlamentswahlen 2007 den Wahlkreis für sich entscheiden. Jackson trat zu den Parlamentswahlen 2011 nicht mehr an.
Über Jackson wird berichtet, dass die Ausübung seines Berufes als Anwalt des Öfteren zeitliche Konflikte mit der parlamentarischen Arbeit hervorrief. Dies brachte ihm den Spitznamen „Crackerjack“ ein. Hintergrund ist die zeitliche Festlegung für Abstimmungen im Schottischen Parlament auf 17 Uhr. Zu verschiedenen Abstimmungen erschien Jackson erst gegen 16:55 Uhr im Plenarsaal, was dem regulären Ausstrahlungstermin der Fernsehserie Crackerjack entsprach.